# Lissonota frontalis
Lissonota frontalis är en stekelart som först beskrevs av Desvignes 1856.  Lissonota frontalis ingår i släktet Lissonota och familjen brokparasitsteklar. Arten är reproducerande i Sverige. Inga underarter finns listade i Catalogue of Life.